# Động vật biểu trưng
Biểu tượng động vật hay động vật biểu trưng (Animal symbolicum) hay hình tượng động vật hiểu theo nghĩa đen là "làm biểu tượng" (symbol-making) hay "động vật tượng trưng" (symbolizing animal) là một định nghĩa về con người do một người Đức là Ernst Cassirer đề xuất, trong đó, thuật ngữ này mô tả những khía cạnh hình tượng của động vật với con người trong sự liên tưởng qua lại về mặt triết lý đến những loài động vật mà sẽ biểu lộ, bọc lộ những cái bản ngã của con người. Điều này liên hệ với chủ nghĩa động vật (Animalism), theo đó, trong tiểu ngành triết học của bản thể học, chủ nghĩa động vật là một lý thuyết theo đó coi con người là động vật, và khái niệm về chủ nghĩa động vật được ủng hộ bởi các nhà triết học Eric T. Olson, Paul Snowdon, Stephan Blatti và David Wiggins. Nhà tâm lý học Ian MacCallum viết trong cuốn Ecological Intelligence (Trí tuệ sinh thái): "Để thấu hiểu bản thân, chúng ta phải hiểu bản chất động vật của mình trước. Đặc tính di truyền của người và tinh tinh giống nhau đến hơn 98%, và giống voi, sư tử, thậm chí linh cẩu đốm khoảng 90%"
Trong nhiều ngôn ngữ, tên của các con vật để chỉ tượng trưng cho tính cách của con người, tuy nhiên ý nghĩa của các con vật lại không giống nhau trong các thứ tiếng. Trong văn hóa nhân loại, thỉnh thoảng có những con vật được sùng bái hơn các con vật khác vì đặc tính nổi trội của chúng như hổ, sư tử, sói, đại bàng. Lại có những loài dù không gây hại cho loài người nhưng vẫn bị nhìn nhận ở hàng thấp kém như bò, lừa, lợn, cừu dù thực tế bò, lừa, lợn, cừu đóng góp ích lợi cho con người gấp nhiều lần hổ, sư tử, sói hoặc đại bàng. Người ta có xu hướng sùng bái những thứ dữ tợn và nguy hiểm, còn những thứ an toàn, hiền lành thì bị coi thấp kém, ít giá trị, đây là một mâu thuẫn phổ biến và tồn tại lâu dài. 

## Khái lược
Theo truyền thống kể từ khi nhà triết học Hy Lạp cổ đại là Aristotle đã định nghĩa một con người mang bản chất động vật (animal rationale-bản thể động vật) khi ông phát biểu rằng "con người là động vật chính trị". Tuy nhiên, Cassirer tuyên bố rằng đặc tính nổi bật của con người không phải là bản chất siêu hình hay vật chất của anh ta, mà là trong công việc của anh ta. Nhân loại không thể được biết trực tiếp, nhưng phải được biết đến thông qua việc phân tích biểu tượng vũ trụ mà con người đã tạo ra trong lịch sử. Vì vậy, con người nên được định nghĩa là động vật tượng trưng (một biểu tượng hoặc tượng trưng cho động vật).
Trên cơ sở đó, Cassirer đề xuất những nguyên lý tìm cách hiểu bản chất con người bằng cách khám phá các hình thức biểu tượng trong mọi khía cạnh của kinh nghiệm của con người. Tác phẩm của ông được thể hiện trong Chương III của cuốn sách của ông có tên Philosophie der Symbolischen Formen (1923–9, được dịch là Triết học về các hình thức biểu tượng) và được tóm tắt trong Tiểu luận về Con người (An Essay on Man) của ông. Sau đó, W. J. T. Mitchell sử dụng thuật ngữ này trong bài viết của mình về tính "đại diện" và cho rằng: "con người, đối với nhiều nhà triết học cả cổ đại và hiện đại, là "con vật đại diện " (homo symbolicum), sinh vật có tính cách đặc biệt là sự sáng tạo và thao túng các dấu hiệu - những thứ đứng hoặc chiếm vị trí khác.
Animal symbolicum hay con người có biểu tượng đến trước Animal rationale hay con người có duy lý trí. Ernst Cassirer lúc này tác giả của quyển sách "Triết học các hình thái biểu tượng" đã có kiến nghị thay thế định nghĩa con người như một "Động vật lý trí" (Animal rationale) bằng định nghĩa con người như một "Động vật sản xuất ra các hình thái biểu tượng". Ông đã nhận định như sau: "Tư duy và hành vi biểu tượng hoá là đặc trưng tiêu biểu nhất của đời sống nhân loại và toàn bộ văn hoá nhân loại phát triển đều dựa vào những điều kiện này... chúng ta nên định nghĩa con người là động vật biểu trưng (Animal symbolicum)... chỉ có như thế, chúng ta mới có thể vạch ra chỗ độc đáo của con người, cũng mới có thể lý giải được con đường mới khai phóng cho con người về con đường hướng về văn hoá"
Theo Cassirer, các sinh thể đều có hai hệ thông cảm giác. Một là hệ thống giác quan tiếp nhận kích thích của ngoại giới, và một hệ thống phản xạ với các kích thích ấy. Hai hệ thống này tác động qua lại thăng bằng tạo nên đời sống ổn định của sinh vật. Nhưng ở con người ngoài hai hệ thống ấy còn có hệ thông trả lời, đáp trả. Nếu hệ thống phản xạ (reaction) luôn luôn tức thời, thì hệ thống đáp trả, trả lời lại kéo dài, hoà hoãn. Đó là vì “con người là động vật biết sử dụng kí hiệu (animal symbolicum)”, biết tư duy. Ngày nay, tác giả John Gray có đưa ra một tác phẩm có tên là Mèo và triết lý nhân sinh (Feline Philosophy: Cats and the Meaning of Life) với những nhìn nhận thú vị về bản tính con người, với luận điểm là những chú mèo luôn tuân theo bản chất tự nhiên của mình, chúng hài lòng với những gì cuộc sống đem lại, còn con người thì ngược lại, họ bất mãn với bản chất của mình như thể đó là điều tự nhiên.
Quá trình "biểu tượng hoá"(Symbolization) chính là quá trình nội nhập (introjection) văn hoá vào đời sống linh trưởng, điều đó nói lên tính chất cách mạng của quá trình tiến hoá của bộ não người. Sự "biểu tượng hoá" đã tạo nên một chiều kích mới vào cuộc sống của người vượn, một khi mọi sự vật qua lăng kính nhận thức, đều có sự biến hoá và có sự tiếp nhận những "ý nghĩa" mới thông qua các hệ thống biểu tượng. Dựa vào năng lực “ tượng trưng hoá" của con người và xem biểu tượng như là một hình thái biểu hiện “ngôn ngữ đặc trưng” của văn hoá. Biểu tượng là một dấu hiệu hình ảnh, bằng con vật sống động hay bằng đồ vật, nó biểu hiện một điều trừu tượng, nó là hình ảnh cụ thể của một sự vật hay một điều gì đó. Nhiều hình tượng, hình hiệu của con người có nguyên mẫu là các loài động vật.